# 反向重複序列
反向重複序列（英文：Inverted repeat）是單鏈的核苷酸序列，其上游與下游的核苷酸是反向互補的序列。起始序列和反向互補序列之間的核苷酸插入序列可以是任何長度，包括零。例如，5'---TTACGnnnnnnCGTAA---3' 是反向重複序列。而當插入序列長度為零時，該複合序列為回文序列。
反向重複和定向重複序列均構成重複出現的核苷酸序列的類型。

## 外部連結
- 醫學主題詞表（MeSH）：Inverted+Repeat+Sequence